# Ulrike Berger
Ulrike Berger (* 20. Mai 1979 in Wolgast) ist eine deutsche Politikerin der Grünen und war von 2011 bis 2016 Abgeordnete im Landtag von Mecklenburg-Vorpommern. Zuvor gehörte sie von 2006 bis 2008 dem Landesvorstand des Landesverbands Mecklenburg-Vorpommern an, davon 2006–2008 sowie 2018–2020 als Sprecherin. 

## Ausbildung, Beruf und Familie
Nach Schulbesuch in Heringsdorf und Greifswald studierte Berger Deutsch als Fremdsprache und Erziehungswissenschaften an der Universität Greifswald. Von 2009 bis 2011 war sie Mitarbeiterin im Lektorat Deutsch als Fremdsprache an der Universität. Sie lebt in Greifswald, ist verheiratet und hat drei Kinder.

## Politik
Berger ist seit 1998 Mitglied bei Bündnis 90/Die Grünen. Sie ist Mitglied des Kreisverbandes Greifswald-Uecker-Peene von Bündnis 90/Die Grünen und gehörte dort mehrere Jahre dem Kreisvorstand an. Berger kandidierte 2005 als Direktkandidatin für den Bundestag im Wahlkreis 16.
Zwischen 2006 und 2008 war Ulrike Berger Sprecherin des grünen Landesverbands Mecklenburg-Vorpommern, sie übte dieses Amt gleichberechtigt mit Jürgen Suhr aus. Im November 2008 wurde sie von Silke Gajek als Sprecherin abgelöst und war von 2008 bis 2011 Beisitzerin im Landesvorstand. Seit 2010 gehört sie der Bürgerschaft der Stadt Greifswald an. Ihre persönlichen Themenschwerpunkte sind Fragen des Energiestandorts Lubmin sowie Bildungs- und Familienpolitik. Zur Landtagswahl 2011 wurde sie von der Landesdelegiertenkonferenz der Grünen mit 88 % der Stimmen auf Platz 3 der grünen Landesliste gewählt und zog so am 4. September 2011 in den Landtag ein. Sie kandidierte auch als Direktkandidatin im Wahlkreis Greifswald und erzielte dort 12,2 % der Erststimmen. Sie war Vorsitzende des Landtagsausschusses für Bildung, Wissenschaft und Kultur. Nachdem die Grünen 2016 den Wiedereinzug in den Landtag verfehlt hatten, schied sie aus dem Landtag aus. 2018 kandidierte sie bei der Landratswahl im Landkreis Vorpommern-Greifswald, unterlag jedoch Michael Sack (CDU).